# Валкенбург
Валкенбург (нід. Valkenburg, [ˈvɑlkə(m)bʏr(ə)x] ( прослухати)) — місто в нідерландській провінції Південна Голландія. Входить до муніципалітету Катвейк.
Його площа становить 5,76 км², а населення станом на 2021 рік складало 6 275 осіб.
До 2006 року мало статус окремого муніципалітету.